# Jacques Boigelot
Jacques Boigelot (Ukkel, 23 augustus 1929 – Watermaal-Bosvoorde, 4 maart 2023) was een Belgisch regisseur en vooral bekend door zijn film Paix sur les champs die als eerste Belgische film meedong naar de Oscar voor beste buitenlandse film in 1970.
Hij stond ook enkele jaren aan het hoofd van de Franstalige RTBF.
Boigelot overleed op 93-jarige leeftijd.

## Filmografie
- La Boîte à surprise, (1951), kortfilm
- Un pays noir, (1953), korte documentaire
- Paix sur les champs, (1970), film
- Le renard à l'anneau d'or , (1975), tv-serie